# Aelurillus steliosi
Aelurillus steliosi là một loài nhện trong họ Salticidae.
Loài này thuộc chi Aelurillus. Aelurillus steliosi được Dobroruka miêu tả năm 2002.